# Sedi apostoliche
Le sedi apostoliche furono, nei primi secoli che seguirono la nascita del Cristianesimo, delle particolari sedi episcopali di primaria importanza, situate nei maggiori centri romani della diaspora ebraica, specie nella parte orientale dell'Impero. Esse costituirono i primi Patriarcati apostolici, con territorio canonico corrispondente ad una diocesi imperiale, con tutte le relative province romane. Anche se gli apostoli erano 12 e anche le diocesi romane erano 12 (dalla riforma di Diocleziano) e quindi ci sarebbero dovuti essere 12 patriarcati (apostolici), i patriarcati furono soltanto cinque; questi costituirono la cosiddetta Pentarchia, anche se poi superata nel numero, riconosciuta dai primi Concili ecumenici e codificata da Giustiniano (nonostante l'abolizione delle diocesi). Fu una limitata "archia" della Chiesa romana, che divenne subito impraticabile per i vari scismi, e soprattutto dal "grande scisma" del 1054, a parte il cesaropapismo di vari imperatori, causa di ulteriori lotte, persecuzioni e perdite territoriali. Si può dire comunque che funzionò attraverso i primi Concili ecumenici ma che furono questi stessi causa di tali scismi, non essendo riusciti a conciliare le diverse posizioni teologiche, posizioni legate alla filosofia del tempo più che ai fondamenti biblici, eccetto per l'ultimo, prodotto da divergenze liturgiche (con persecuzioni) e competizioni politiche (con guerre locali). Le divergenze erano peraltro già affiorate, pur con minor gravità, col precedente scisma foziano (863–867), e solo tamponate col (doppio) concilio Costantinopolitano IV. 

## Uso del termine
Nell'Impero romano furono in particolare chiamate sedi apostoliche le cattedre facenti riferimento alla predicazione degli apostoli Pietro e Paolo e dell'evangelista Marco, che fu uno dei principali discepoli di entrambi:
1. Antiochia, che vantava il primato di essere il principale centro di predicazione di Pietro e il luogo di partenza della missione di Paolo, oltreché di origine dell'appellativo cristiano, e che pertanto rivendicava per sé un ruolo di primo piano nella nascente gerarchia religiosa, dotandosi anche di una scuola teologica dai forti influssi ebraici;
2. Roma, che era la città in cui Pietro e Paolo avevano subito il martirio e che poteva vantare un ruolo di primato nel mondo cristiano come capitale dell'Impero;
3. Alessandria d'Egitto, città in cui era stato martirizzato san Marco e nella quale era attiva un'importante scuola teologica dai forti influssi ellenistici.

Con il concilio di Nicea del 325 alle tre sedi apostoliche venne attribuita una sorta di metropolia maggiore sulle rispettive aree di influenza: l'Occidente per Roma, l'Oriente per Antiochia e l'Egitto per Alessandria.
Con la successiva istituzione dei patriarcati in seguito al concilio di Efeso del 431 alle tre sedi apostoliche si aggiunse la sede di:
1. Costantinopoli;

nel successivo concilio di Calcedonia del 451, su insistenza del relativo vescovo Giovenale, fu elevata a patriarcato anche la sede di:
1. Gerusalemme.

Queste ultime due sedi vennero fatte risalire rispettivamente agli apostoli Andrea e Giacomo il Minore (quest'ultimo identificato con Giacomo il Giusto), portando dunque per estensione a cinque le sedi apostoliche, di cui quattro in Oriente, per lo sdoppiamento delle prime due (Alessandria ed Antiochia). Mentre le altre sedi fuori dell'Impero si richiamavano ad altri apostoli o loro discepoli, tra cui Tommaso. In Occidente invece tutte le diocesi rimasero unite sotto la grande Sede romana, artefice della conversione ortodossa dei popoli barbari invasori, tutti di confessione ariana, se non di altre religioni pagane. Con variazioni territoriali nella penisola Balcanica (e pure nel Meridione italiano) durante il periodo delle lotte iconoclaste (VIII sec.). Ricordando però il duplice significato attribuito ai Patriarcati: per alcuni (Occidente) l'origine apostolica e per altri (Oriente) l'ordinamento giuridico imperiale. Cosa che traspare anche dalla relativa simbologia, a prescindere dai diversi riti tradizionali relativi, storicamente pure causa di dissidi.
Le sedi di Antiochia e di Alessandria declinarono d'importanza a seguito del Concilio di Calcedonia ed allo scisma delle Chiese ortodosse orientali di Siria ed Egitto, sdoppiandosi pure con relativi patriarchi. Aggiungendo confusione alle vicine sedi già eterodosse caucasiche, mesopotamiche (ed asiatiche), esterne al territorio imperiale.  Mentre la sede di Roma, dopo la progressiva divisione politica dell'Impero, si separò definitivamente da quella di Costantinopoli con il Grande scisma del 1054, con cause più politiche che religiose (appianabili con un apposito concilio). Scisma tra due Chiese, benché solo lite di vertici, ma che di fatto poi separò la Chiesa cattolica da tutte le Chiese ortodosse ed eterodosse, cioè l'Occidente e l'Oriente della comune Chiesa romana. Inutili i successivi approcci, specie imperiali. Né le varie crociate antiturche e né l'ancora ecumenico Concilio di Firenze poterono riportare l'unione. Purtroppo la dominazione prima araba del Medio Oriente e poi turca di tutto l'Oriente ne prolungò la divisione, addirittura fino al 1918, l'anno della caduta degli imperi. 
Oggigiorno Sede Apostolica è uno dei nomi con cui è nota la Diocesi di Roma e sede del Papa, altrimenti detta Santa Sede. In particolare tale termine dà nome ad alcuni organi della Curia Romana come l'Amministrazione del Patrimonio della Sede Apostolica, che gestisce i beni di proprietà papale.
Con Sede Ecumenica è pure nota l'Arcieparchia di Costantinopoli (Istanbul) tuttora sede del Patriarca, dal 587 ecumenico (cioè comune) a tutte le Chiese nazionali dell'Oriente romano, cioè dell'ex Impero prima bizantino e poi ottomano (perlomeno fino alla sua caduta) come pure dell'ex Impero russo.